# Antagnod
Antagnod (pron. fr. AFI: [ɑ̃taɲo] ) è il capoluogo del comune sparso di Ayas, uno dei 74 comuni della Valle d'Aosta.

## Geografia fisica
Il borgo di Antagnod sorge sulla destra orografica della Val d'Ayas, a 1710 metri di quota, ai piedi del Monte Zerbion.

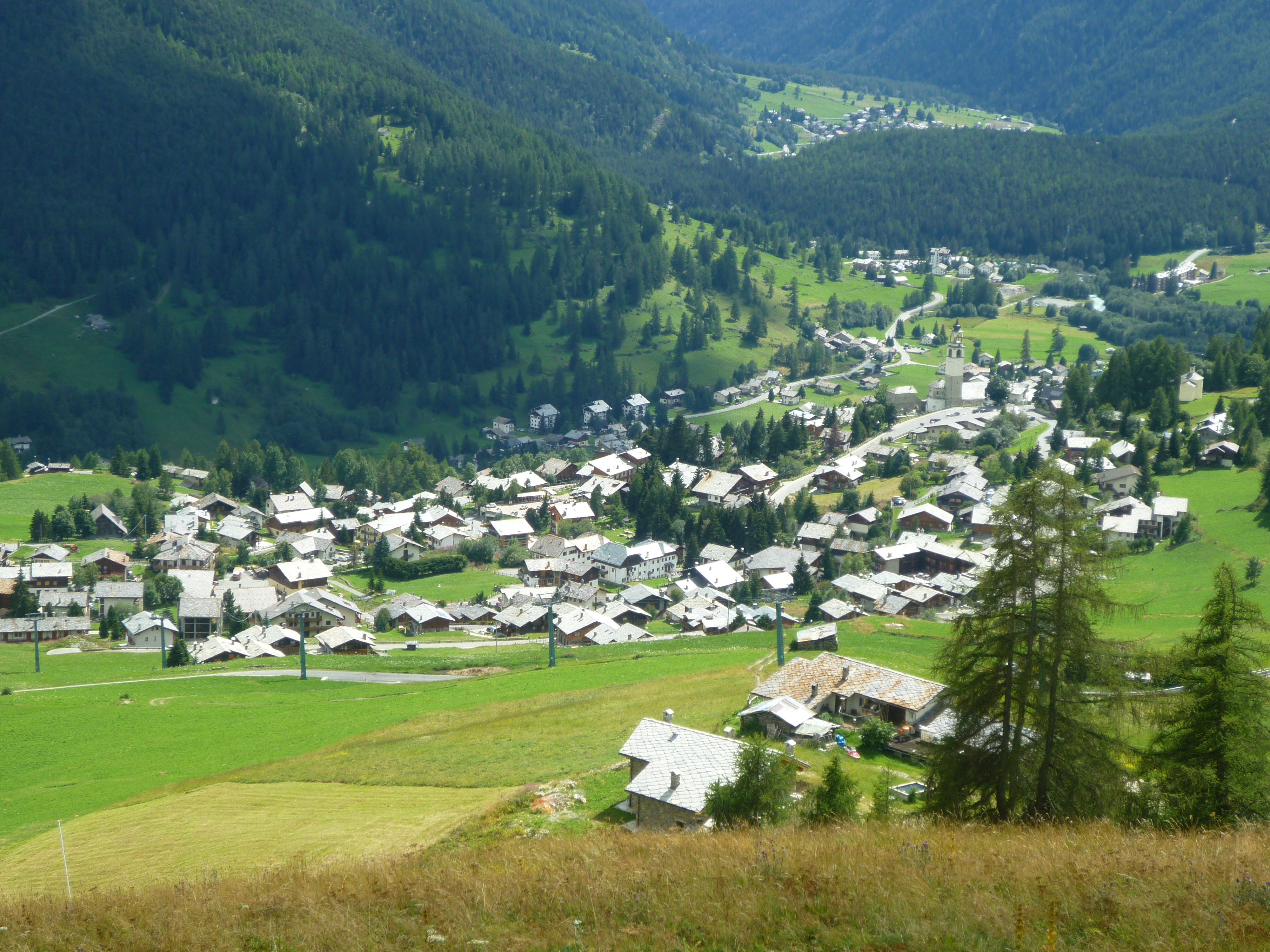
Antagnod visto dal ru Courtaud

## Monumenti e luoghi d'interesse
- Maison Merlet, massiccio edificio stereometrico;
- Maison Challant, o Maison Fournier, che ospitò nel XV secolo un castellano della famiglia Challant[1][2];
- Villa Rivetti (iniziata nel 1923 e completata nel 1924), sede comunale, e Villa Inverno (1927), entrambe volute dalla famiglia Rivetti, nobili ed industriali tessili biellesi. Quest'ultima è stata residenza estiva del Presidente della Repubblica Giuseppe Saragat durante il settennato della sua presidenza;
- Altare barocco e organo della chiesa parrocchiale San Martino di Tours.

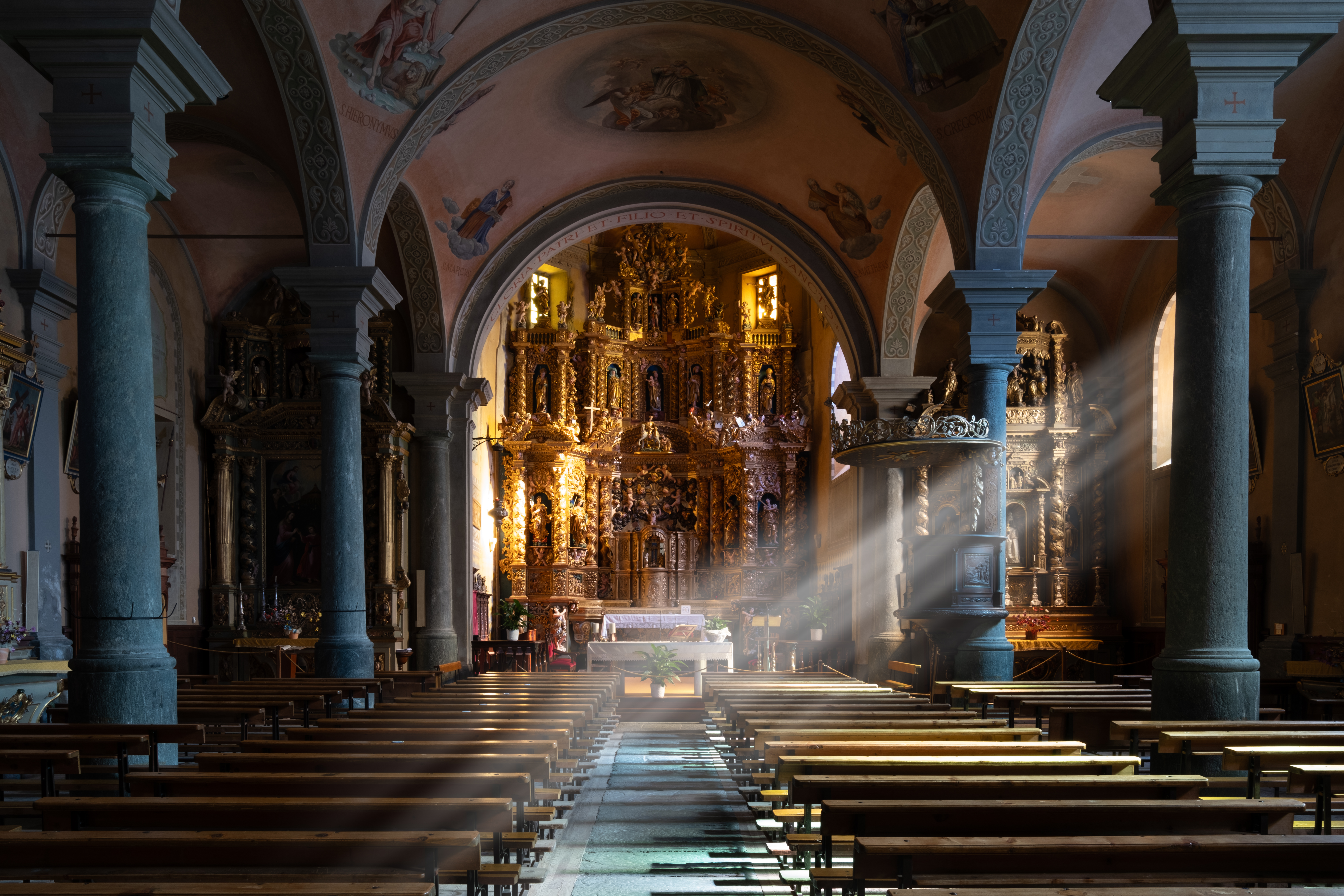
Interno della chiesa parrocchiale di San Martino di Tours.

## Musei
Nella cappella del cimitero, della fine del XV secolo, si trova il Museo di arte sacra di Ayas, Champoluc e Antagnod.

## Sport

### Sci
Antagnod fa parte del comprensorio Monterosa Ski. Gli impianti di risalita attualmente presenti sono:
- Seggiovia Boudin
- Seggiovia Antagnod-Pian Pera
- Tapis roulant Antagnod 2

È anche presente un baby snow park.

### Sci nordico
- In località Barmasc sono presenti tre piste battute per un totale di circa 5 km.